# Fred Waller
Frederic Waller (Brooklyn, 10 marzo 1886 – Huntington, 18 maggio 1954) è stato un inventore statunitense, pioniere cinematografico.

## Biografia
Frederic Waller Jr. è nato a Brooklyn il 10 marzo 1886 figlio di Frederic e Katherine Stearns. Suo padre è stato uno dei primi fotografi commerciali a New York e ha anche lavorato come giornalista e redattore di riviste. Cresciuto a Brooklyn, Waller ha lasciato il Brooklyn Polytechnic Institute in cui studiava all'età di quattordici anni per lavorare nello studio fotografico del padre, in cui ha sviluppato un forte interesse per la cinematografia.

## Carriera
Waller è noto soprattutto per i contributi agli effetti speciali cinematografici mentre lavorava alla Paramount Pictures, per la sua creazione del Flexible Gunnery Trainer, e per aver inventato il Cinerama, che consentiva allo schermo cinematografico di diventare curvo, così da consentire una migliore visione periferica dello spettatore, per il quale ha ricevuto un Oscar. Waller, appassionato di sci e di canottaggio, è anche accreditato per aver ottenuto il primo brevetto per uno sci d'acqua nel 1925. Ha prodotto e diretto 200 cortometraggi per la Paramount, tra cui Hi-De-Ho di Cab Calloway e Symphony in Black di Duke Ellington. Brevettò diversi pezzi di attrezzatura fotografica, compresa una macchina fotografica che poteva scattare una foto a 360 gradi. Come direttore dei progetti speciali per l'Esposizione Universale del 1939, collaborò all'attrazione centrale della fiera detta Perisphere, la Eastman Kodak Hall of Color, e sviluppò il Time and Space Building per mostrare la sua creazione, Vitarama, un sistema a 11 proiettori che proiettava su una sfera a mezza cupola e precursore del Cinerama. Durante la seconda guerra mondiale produsse un addestratore di tiro aereo a cinque proiettori usato dalle forze armate. Si stima che abbia salvato oltre 350 000 vittime durante la guerra.

## Filmografia parziale

### Regista
- Un fascio di blues (A Bundle of Blues, cortometraggio) - (non accreditato), 1933
- Sotto la luna di Broadway (cortometraggio), 1934
- Hi-De-Ho (cortometraggio), regia di Cab Calloway, 1934
- Donne che giocano (cortometraggio), 1934
- Ritmo femminile (cortometraggio), 1935
- Cantautori gay degli anni novanta (Songwriters of the Gay Nineties, cortometraggio), 1935
- Broadway Highlights No. 1 (cortometraggio), 1935
- Jitterbug Party (cortometraggio), regia di Cab Calloway, 1935
- La magia della musica (The magic of music, cortometraggio), 1935
- Yankee Doodle Rhapsody (cortometraggio), 1937
- Let's Go Latin (cortometraggio), 1937
- Jazz Ball (docufilm), 1956

### Editor
- Fashions in Love (documentario breve), 1936

## Brevetti
- Brevetto USA 1.559.390: Sci nautico (depositato il 22 agosto 1925, rilasciato il 27 ottobre 1925);
- Brevetto USA 2.125.365: Anemometro (depositato il 29 dicembre 1936, rilasciato il 2 agosto 1938);
- Brevetto USA 2.164.791: Apparecchio per la rilevazione dei suoni (depositato il 29 maggio 1937, rilasciato il 4 luglio 1939);
- Brevetto USA 2.273.074: Schermo per la proiezione di immagini (Vitarama, depositato il 14 giugno 1938, rilasciato il 17 febbraio 1942);
- Brevetto USA 2.445.982: apparato di addestramento per artiglieria (depositato il 20 maggio 1944, rilasciato il 27 luglio 1948);
- Brevetto USA 2.470.592: Banda di controllo per l'apparato di addestramento all'artiglieria da lui stesso ideato (depositato il 20 maggio 1944, rilasciato il 17 maggio 1949);
- Brevetto USA 2.454.238: Apparato di visualizzazione illuminato elettricamente (depositato il 26 luglio 1944, rilasciato il 16 novembre 1948);
- Brevetto USA 2.487.620: Essiccatore (depositato l'8 marzo 1946, rilasciato l'8 novembre 1949);
- Brevetto USA 2.503.083: Apparecchio per il controllo della visualizzazione di immagini da registrazioni audio (depositato il 15 febbraio 1947, rilasciato il 4 aprile 1950);
- Brevetto USA 2.476.521: Schermo curvo per le proiezioni di immagini (Cinerama, depositato il 22 settembre 1947, rilasciato il 19 luglio 1949);
- Brevetto USA 2.664.780: Metodo per correggere fotograficamente le immagini fotografiche degli oggetti (depositato il 4 febbraio 1948, rilasciato il 5 gennaio 1954);
- Brevetto USA 2.583.030: Correzione del parallasse per fotocamere multiobiettivo (depositato il 9 ottobre 1948, rilasciato il 22 gennaio 1952);
- Brevetto USA 2.563.893: Apparecchio per catena di vetrini (depositato il 17 novembre 1948, rilasciato il 14 agosto 1951);
- Brevetto USA 2.682.722: Supporto per lanterna (depositato il 4 dicembre 1948, rilasciato il 6 luglio 1954);
- Brevetto USA 2.664.781: Apparecchio fotografico per correggere i negativi durante la stampa (depositato il 30 settembre 1949, rilasciato il 5 gennaio 1954);
- Brevetto USA 2.705.439: Proiettore di diapositive con caricatore inclinato e portavetrini per estrarre dal caricatore la diapositiva più in basso (depositato il 20 febbraio 1951, rilasciato il 5 aprile 1955).

## Riconoscimenti
- Society of Motion Picture & Television Engineers Progress Medal (1953)
- Academy of Motion Picture Arts and Sciences Scientific or Technical Award (1954)